# Szammitíja

Szindh elhelyezkedése a mai modern Pakisztánban.

A szammitíja (szanszkrit; kínai: 正量部, pinjin: Zhèngliàng Bù) - a forrásoktól függően -  a tizennyolc vagy húsz korai buddhista iskola egyike az Ókori indiában, a Vátszíputríja szektából vált ki.

## Nyelve
Buton Rinchen Drub tibeti történész szerint a mahászanghika iskolában a prákrit nyelvet használták. A szarvásztiváda a szanszkrit, a szthavriaváda iskola a paisácsi, a szammitíja iskola pedig az apabhramsa dialektust használta.

## Története
Étienne Lamotte buddhológus a kínai Hszuancseng írásait felhasználva arra a következtetésre jutott, hogy a szammitíja szekta valószínűleg a leg népszerűbb nem-mahájána szekta volt Indiában, majdnem kétszer akkora mint a sorban mögötte álló. Később az arányokat túlzónak találta és lecsökkentette. Az iskola hosszú időn át jelen volt Indiában, de a buddhizmus hanyatlásnak indult és ez az iskola sem maradt életben.
A szammitíja szekta végét a buddhizmus hanyatlása jelentette Indiában.

## Nézeteltérések más buddhistákkal
Hszüan-cang, kínai buddhista zarándok, feljegyzései arról árulkodnak, hogy a szindhi szammitíjáknak "szűkös látásmódjuk van és a támadják a mahájána tanokat". Táranátha középkori tibeti tudós és láma korabeli beszámolói alapján a számmitíják rendíthetetlenül mahájána és vadzsrajána ellenesek voltak, olyannyira, hogy a szindhi szammitíja szerzetesek más iskolák tantrikus szövegeit elégettek és elpusztították a bodh-gajai Vadzsrásana kolostor Hevadzsrát ábrázoló ezüst képét.
Hszuancseng életrajzában szerepel, hogy egy idős brahmin, Pradzsnágupta, a szammitíja szekta egyik követője hétszáz soros értekezést írt, amely szembe helyezkedett a mahájána tanításokkal. Hszuancseng erre válaszul nálandai tartózkodása során írt egy 1600 soros művet, amely elutasítja Pradzsnágupta nézeteit. A mű címe Az eretnekség elpusztítása címet adta. In this context, the Saṃmitīya sect was regarded as heretical.